# Rim Jong-sim
Rim Jong-sim, född 5 februari 1993 i Pyongyang, är en nordkoreansk tyngdlyftare. Hon deltog i olympiska sommarspelen 2012 i London där hon vann guld i 69-kilosklassen. Vid de olympiska tyngdlyftningstävlingarna i Rio de Janeiro 2016 vann hon en guldmedalj i 75-kilosklassen.